# Giordano Damiani
Pour les articles homonymes, voir Damiani.
Giordano Damiani, né le 27 juin 1930, à Trieste, en Italie, est un ancien joueur italien de basket-ball.